# ارک (نوشیدنی)

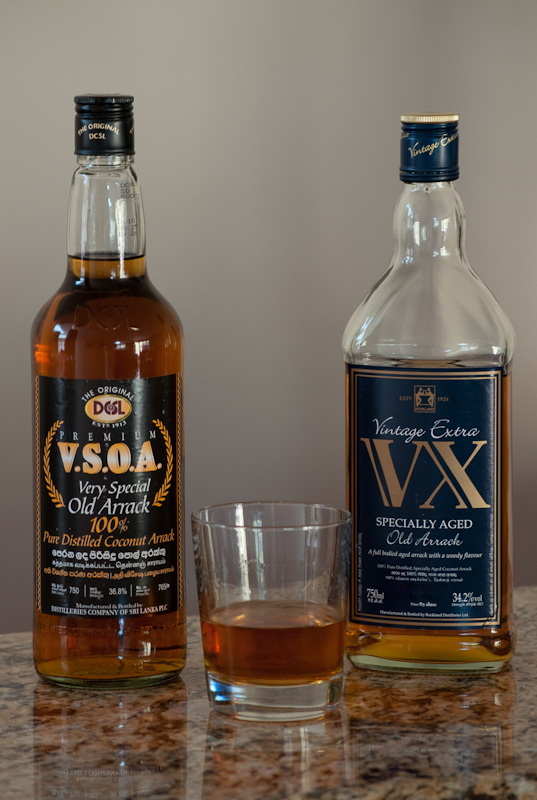
چند بطری اراک ساخت سریلانکا

ارک (به انگلیسی: Arrack) نوعی نوشیدنی‌های الکلی تقطیری است که در کشورهای جنوب و جنوب‌شرق آسیا تهیه می‌شود. این نوشیدنی بسته به محل تولید از میوه نارگیل، نیشکر یا سایر غلات ساخته می‌شود.
این نوشیدنی را نباید با نوشیدنی الکلی‌ای که در کشورهای خاورمیانه تولید می‌شود و آن را عرق می‌خوانند یا با آنچه که در ارمنستان به‌جای ودکا عرق می‌نامند اشتباه گرفت.

## نگارخانه

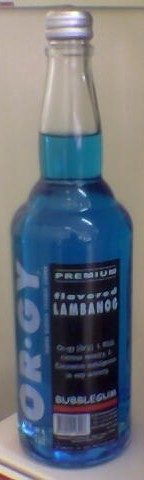
یک بطری اراک
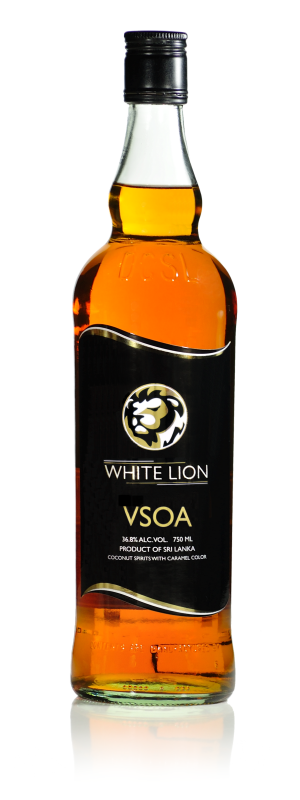
یک بطری اراک نارگیل ساخت سریلانکا